# Guylaine Dumont
Guylaine Dumont (* 10. September 1967 in Saint-Antoine-de-Tilly, Québec) ist eine ehemalige kanadische Volleyball- und Beachvolleyballspielerin.

## Karriere Halle
Guylaine Dumont spielte von 1985 bis 1991 in der kanadischen Nationalmannschaft und zwischen 1990 und 1997 in den Profi-Ligen Italiens und Japans.

## Karriere Beach
Guylaine Dumont spielte in den späten 1990er Jahren international mit verschiedenen Partnerinnen, kam aber nie über den achten Platz eines Turniers hinaus.
Erfolgreicher spielte Guylaine Dumont seit 2002 mit Annie Martin. 2003 wurden die Kanadierinnen Fünfte bei den Lianyungang Open. Bei der Weltmeisterschaft in Rio de Janeiro gewannen sie ihre Vorrunden-Gruppe und das erste K.-o.-Spiel gegen ihre Landsleute Boileau/Morin, bevor sie im Achtelfinale den US-Amerikanerinnen McPeak/Youngs unterlagen. Im olympischen Turnier 2004 wurden sie hinter McPeak/Youngs Gruppenzweiter und erreichten mit einem Sieg gegen die Kubanerinnen Larrea Peraza/Fernandez Grasset das Viertelfinale, in dem sie sich den späteren Goldmedaillen-Gewinnern Kerri Walsh und Misty May-Treanor aus den USA geschlagen geben mussten. Nach dem Turnier trennten sich ihre Wege.
An der Seite von Caroline Fiset ließ Guylaine Dumont 2005 ihre Karriere ausklingen.